# Verrières-en-Forez
Verrières-en-Forez là một xã trong tỉnh Loire miền trung nước Pháp.